# Flachland-Ferkelhörnchen
Das Flachland-Ferkelhörnchen (Hyosciurus ileile) ist eine Hörnchenart aus der Gattung der Ferkelhörnchen (Hyosciurus). Es kommt im Norden der zu Indonesien gehörenden Insel Sulawesi vor.

## Merkmale
Das Flachland-Ferkelhörnchen erreicht eine Kopf-Rumpf-Länge von etwa 21,3 bis 25 Zentimetern bei einem Gewicht von etwa 290 bis 520 Gramm. Der Schwanz ist etwa 7 bis 12,5 Zentimeter lang und damit deutlich kürzer als der restliche Körper. Die Rückenfarbe und der Schwanz der Tiere sind dunkelbraun mit einer deutlichen Fleckung mit schwarzen und sandbraunen Tupfen. Die Unterseite ist dunkel braungrau mit einer variablen cremebraunen bis ‑weißen Zeichnung in der Bauchmitte, die sich als undeutliche Fleckenreihe oder unterbrochener weißer Streifen vom Hals bis zum Schwanzansatz ziehen kann. Die Augen sind von einem haarlosen dunklen, gelblichbraunen Ring umgeben. Im Nacken befindet sich ein Feld von borstigen, 10 Millimeter langen, Haaren, die gegen den Fellstrich gehen.
Von dem sehr ähnlichen Berg-Ferkelhörnchen (Hyosciurus heinrichi) unterscheidet sich das Flachland-Ferkelhörnchen vor allem durch die Bauchzeichnung sowie durch die etwas hellere Rückenfärbung mit einer deutlichen braunen Einfärbung. Es ist zudem etwas kompakter und hat etwas kürzere Ohren und eine kürzere Schnauze.

## Verbreitung
Das Flachland-Ferkelhörnchen kommt im Norden und Nordwesten sowie im Norden des Zentralteils der zu Indonesien gehörenden Insel Sulawesi im Flachland bis in die mittleren Höhenlagen vor, die genauen Grenzen des Verbreitungsgebietes sind unbekannt. Dabei lebt es in Höhen von etwa 170 bis 1700 Metern.

## Lebensweise
Das Flachland-Ferkelhörnchen lebt in den Primärwäldern des Flachlands und der mittleren Lagen der Insel. Es ist tagaktiv und lebt vor allem auf dem Waldboden, wo es sich wahrscheinlich vor allem von Früchten und Samen sowie Insektenlarven ernährt. Die Nahrungssuche erfolgt dabei auf dem Waldboden, indem die Tiere mit ihrer langen Schnauze und den mit Klauen ausgestatteten Vorderbeinen zwischen den Blättern nach potenzieller Nahrung suchen. Im Vergleich zum Berg-Ferkelhörnchen kommt das Flachland-Ferkelhörnchen in etwas größeren Besiedlungsdichten vor. Dies wird auf den höheren Anteil an Eichen und der damit höheren Anzahl von Eicheln als Nahrungsquelle im Verbreitungsgebiet des Flachland-Ferkelhörnchens zurückgeführt. Die Kommunikation unterscheidet sich deutlich zwischen den Arten. Bei Störungen reagiert das Flachland-Ferkelhörnchen durch kehlige und kurze Grunzgeräusche („errr, errr, grrr“), hinzu kommen kurze und schnell hintereinander erfolgende („eee-eee“) oder langgezogene („ee––––e“) hochtonige Rufe am Morgen oder am Nachmittag, die sich nach Angaben in der Literatur wie Drehungen einer ungeölten Maschine anhören.
Die Weibchen besitzen drei Paar Zitzen, von denen sich zwei Paar in der Leistengegend und eines abdominal befinden, über die Fortpflanzung liegen keine Daten vor.

## Systematik
Das Flachland-Ferkelhörnchen wird als eigenständige Art innerhalb der Gattung der Ferkelhörnchen (Hyosciurus) eingeordnet, die aus zwei Arten besteht. Die wissenschaftliche Erstbeschreibung stammt von Richard Archbold und George Tate aus dem Jahr 1936. Sie beschrieben die Art anhand von zwei Individuen vom namensgebenden Berg Ile-Ile aus dem Norden von Sulawesi und grenzten sie vom Berg-Ferkelhörnchen (Hyosciurus heinrichi), welches von ihnen im Jahr zuvor eingeführt worden war, als Unterart ab. Bis in die 1980er Jahre wurde es meistens als Unterart von H. heinrichi betrachtet.
Innerhalb der Art werden neben der Nominatform keine weiteren Unterarten unterschieden.

## Status, Bedrohung und Schutz
Das Flachland-Ferkelhörnchen wird von der International Union for Conservation of Nature and Natural Resources (IUCN) als gefährdet (Vulnerable) gelistet. Begründet wird dies durch die eher geringe Größe des Verbreitungsgebietes, die weniger als 20.000 km2 beträgt, sowie durch die starke Fragmentierung und abnehmende Verfügbarkeit und Qualität der Lebensräume. Die Art ist nahezu ausschließlich aus Primärwaldbeständen unterhalb von 1700 Metern Höhe bekannt, kann jedoch auch Sekundärwaldgebiete und Gebüsche besiedeln. Sie kommt in ihren Lebensräumen in sehr geringen Dichten vor und ist anfällig gegenüber Störung durch Menschen.

## Belege
1. 1 2 3 4 5 6 7  Richard W. Thorington Jr., John L. Koprowski, Michael A. Steele: Squirrels of the World. Johns Hopkins University Press, Baltimore MD 2012; S. 168–169. ISBN 978-1-4214-0469-1
2. 1 2 3  Hyosciurus ileile in der Roten Liste gefährdeter Arten der IUCN 2014.3. Eingestellt von: F. Chiozza, 2008. Abgerufen am 13. März 2015.
3. 1 2 3  Hyosciurus ileile In: Don E. Wilson, DeeAnn M. Reeder (Hrsg.): Mammal Species of the World. A taxonomic and geographic Reference. 2 Bände. 3. Auflage. Johns Hopkins University Press, Baltimore MD 2005, ISBN 0-8018-8221-4.
4. ↑  G.H.H. Tate, R. Archbold: Results of the Archbold Expeditions. No. 1. A new genus and species of squirrel from Celebes. American Museum Novitates 801, 17. Mai 1935, S. 1–6. (Volltext)
5. ↑  G.H.H. Tate, R. Archbold: Results of the Archbold Expeditions. No. 9. A new race of Hyosciurus. American Museum Novitates 846, 29. April 1936, S. 1–6. (Volltext)